# Edith Rickert

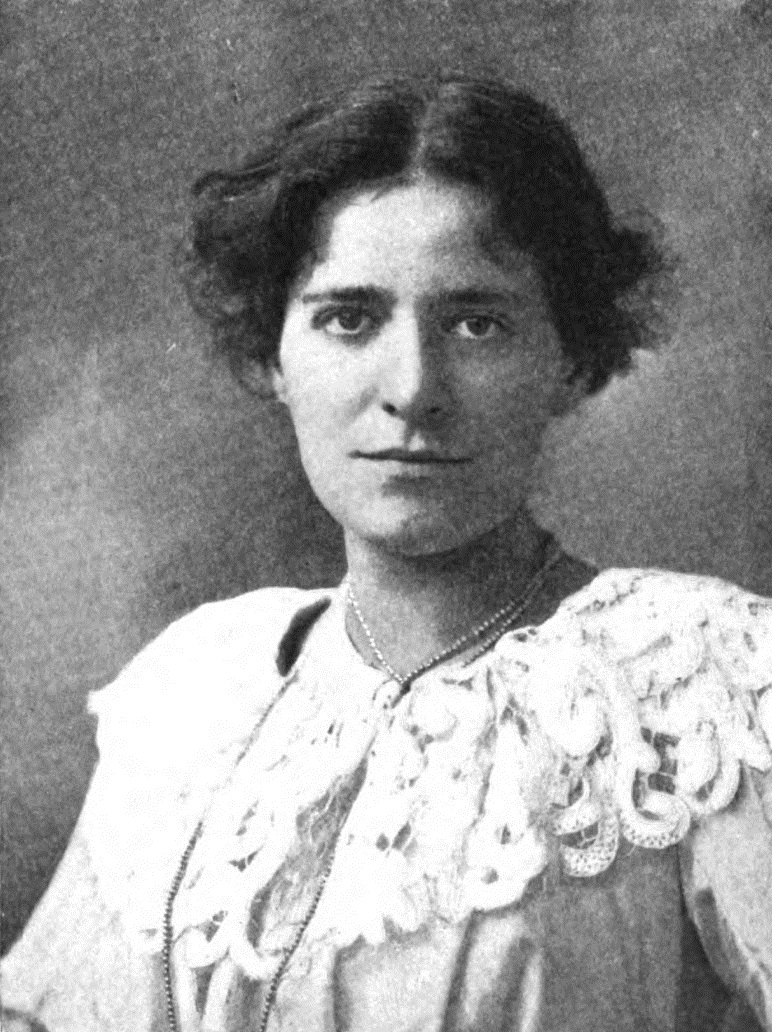
Edith Rickert (vor 1904)

Martha Edith Rickert (* 11. Juli 1871 in Canal Dover, Ohio; † 21. Mai 1938 in Chicago) war eine US-amerikanische Historikerin und Autorin.

## Biographie
Edith Rickert war die älteste von vier Töchtern (ihre Schwestern hießen Ethel, Edna und Margaret) des Apotheker-Ehepaars Josephine und Francis Rickert; die Familie lebte in bescheidenen Verhältnissen. Sie wuchs in La Grange, Illinois, auf und besuchte eine öffentliche Schule in Chicago. Sie erhielt ein Stipendium für das Vassar Frauen-College, was für ihre Familie ein „bedeutsames Ereignis“ war. Ihre Eltern unterstützten sie so weit wie möglich, wenn auch ihre finanziellen Mittel begrenzt waren. So machte sich der Vater Sorgen, ob seine Tochter Edith in Sachen Kleidung mit anderen, besser gestellten Studentinnen mithalten konnte.
In Vassar entwickelte Edith Rickert ihr Interesse am kreativen Schreiben. Sie erhielt einen Preis für die beste Kurzgeschichte, die von einem amerikanischen Studenten geschrieben wurde. 1891 macht sie ihren Bachelor. Anschließend verließ sie Vassar, um sich nach dem Tod der Mutter um ihre Familie zu kümmern und um als Lehrerin zu arbeiten. Ihre eigentliche Passion galt der Forschung, der Lehrberuf diente ihr nur zum Broterwerb. 1890 schrieb sie an ihre Eltern: „I am perfectly delighted with some old books which I found in the library to-day, Bibles, Latin authors and long harangues and discourses (in Latin also) of people long forgotten, Brentius, Arnobius and others“ („Ich habe mich sehr gefreut über einige alte Bücher, die ich heute in der Bibliothek gefunden habe, Bibeln, lateinische Autoren und lange Predigten und Reden (auch auf Latein) von längst vergessenen Menschen, Brentius, Arnobius und anderen“). Ab 1894 studierte Rickert an der neugegründeten University of Chicago englische Literatur und Philologie und promovierte 1899 mit einer Studie über die mittelenglische Romanze Emaré. Ihren Lebensunterhalt verdiente sie sich weiterhin als Lehrerin.
Im Jahr 1900 beschloss Edith Rickert, ihre Studien in England fortzusetzen, nachdem sie schon 1896 dort ein Studienjahr verbracht und Gefallen an dem Land gefunden hatte, trotz der dort herrschenden „empörenden Armut“.  Sie verbrachte neun produktive Jahre in England und machte Reisen, auch auf den europäischen Kontinent. Während sie mittelalterliche Texte recherchierte und redigierte, veröffentlichte sie fünf Romane: Out of Cypress Swamp (1902), The Reaper (1904), Folly (1906), The Golden Hawk (1907) und The Beggar in the Heart (1909), womit sie ihr Geld verdiente. Darüber hinaus schrieb sie 80 Kurzgeschichten, von denen 50 veröffentlicht wurden. Aus finanziellen Gründen kehrte sie 1909 nach Amerika zurück und ließ sich in Boston nieder, wo sie Redakteurin bei dem Verlag D.C. Heath & Co. und dem Ladies’ Home Journal wurde.
Nach Beginn der amerikanischen Beteiligung am Ersten Weltkrieg zog Edith Rickert 1918 nach Washington, D.C. und nahm auf Vermittlung von John Matthews Manly, Professor für Englisch an der Universität von Chicago, eine Stelle als Kryptographin im Kriegsministerium an. Manly hatte sich beurlauben lassen, um als Hauptmann im Bereich des militärischen Geheimdienstes zu dienen. Nach dem Krieg arbeiteten Rickert und Manly zusammen an mehreren Publikationen wie The Writing of English (1919), Contemporary British Literature (1921), Contemporary American Literature (1922) und weiteren populären Lehrbüchern. 1924 trat Rickert als außerordentliche Professorin für Englisch in die Fakultät der Uni Chicago ein; 1930 wurde sie zur Professorin für Englisch ernannt und blieb bis zu ihrer Pensionierung 1935 an der Fakultät. Das Schreiben in allen Formen war der hervorragende Bestandteil von Rickerts Schaffen. In dem Versuch, Richtlinien für die Analyse eines Schreibstils festzulegen und zu definieren, schrieb sie New Methods for the Study of Literature (1927). Während die wissenschaftliche Tätigkeit im Vordergrund ihrer Arbeit stand, publizierte sie auch drei Bände mit Kindermärchen sowie ihren letzten Roman Severn Woods (1930).
Rickerts Lebenswerk war eine kritisch kommentierte Ausgabe der Canterbury Tales von Geoffrey Chaucer auf der Grundlage aller bekannten Manuskripte, an der sie gemeinsam mit John Manly arbeitete. Ab 1930 verbrachten Rickert und Manly einen Teil des Jahres in England, um Manuskripte der Tales zu recherchieren, Chaucers Leben zu erforschen und einen Stab von Mitarbeitern des Public Record Office zu instruieren. Den Rest des Jahres verbrachten sie in Chicago, wo Rickert Kurse in mittelalterlicher und moderner Literatur gab und ihre Fachpublikationen verfasste.
1936 erlitt Edith Rickert einen Herzanfall, von der sie sich nie richtig erholte, und am 23. Mai 1938 starb sie nach einem Schlaganfall im Alter von 66 Jahren. Sie wurde eingeäschert und ihre Asche auf dem Oak Woods Cemetery in Chicago beigesetzt. Ihre Arbeit mit Manly über Chaucer, in acht Bänden, wurde 1940 veröffentlicht, wenige Monate, bevor auch Manly starb. Weiteres Material von Rickert wurde 1948 von zwei ihrer ehemaligen Studenten unter dem Titel Chaucer’s World herausgegeben. Posthum wurden Manly und Rickert für ihr Werk mit der Haskins Medal ausgezeichnet, eine jährlich von der Medieval Academy of America verliehene Auszeichnung für ein herausragendes Buch in Mediävistik.
Die Historikerin Elizabeth Scala weist in ihrer Biographie von Rickert darauf hin, dass weibliche Wissenschaftlerinnen zu Rickerts Zeiten in der Regel nicht mit ihrem akademischen Titel angesprochen oder zitiert wurden, sondern als Miss bezeichnet wurden, im Rickerts Fall Miss Rickert of Vassar. Die Reduzierung auf das Geschlecht ohne Angabe des akademischen Grades habe diese gebildeten Frauen herabgesetzt und mangelnden Respekt ausgedrückt. Diese Neanderthal practice habe sich bis in die 1960er Jahre gehalten.

## Publikationen (Auswahl)
- Out of the Cypress Swamp. Methuen & Co., London 1902.
- The Reaper. Houghton, Mifflin and Company, Boston MA u. a. 1904.
- The Bojabi Tree. Doubleday, Page & Company, Garden City NY 1923.
- The Greedy Goroo. Doubleday, Doran & Company, Garden City NY 1929.
- als Herausgeberin mit John M. Manly: The Text of the Canterbury Tales. Studied on the basis of all known manuscripts. 8 Bände (Bd. 1: Descriptions of the manuscripts. Bd. 2: Classification of the manuscripts. Bd. 3–4: Text and critical notes. Bd. 5–8: Corpus of variants.). University of Chicago Press, Chicago IL 1940, (posthum).
- Chaucer’s World. Edited by Clair C. Olson and Martin M. Crow. Cumberlege u. a., London u. a. 1948, (posthum).